# Eldarion
Eldarion er en fiktiv person fra J.R.R. Tolkiens trilogi Ringenes Herre.
Han er søn af Aragon og er en af de tre børn, som Aragon og Arwen får sammen. Eldarion overtager tronen efter hans far i den fjerde alder, da hans far Aragon dør som 208årig. 